# Gustave Le Gray

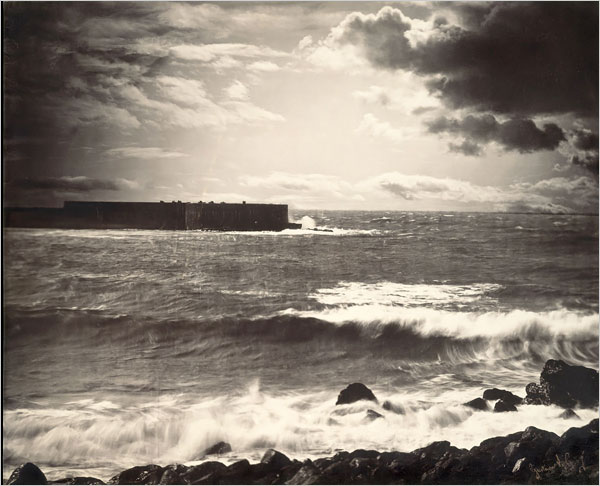
Gustave Le Gray: Velká vlna, Sète, 1857

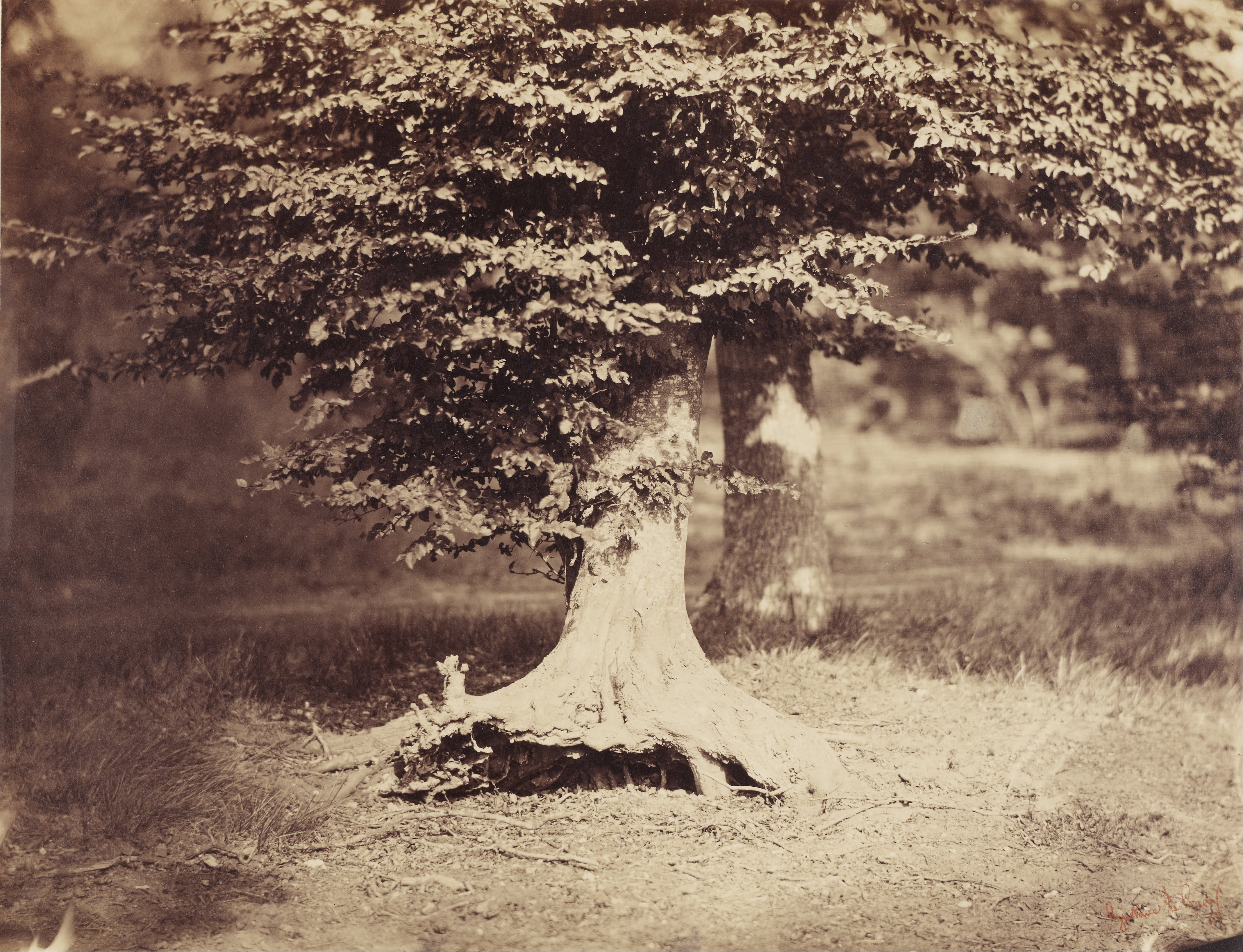
Gustave Le Gray: Buk, 1855

Gustave Le Gray (30. srpna 1820 Villiers-le-Bel, Val-d'Oise, Francie – 30. července 1884 Káhira) byl jeden z nejvýznamnějších francouzských fotografů devatenáctého století. To vše díky jeho inovacím ve fotografických technikách, které byly tehdy velmi mladé, dále díky jeho roli učitele dalších známých fotografů a obzvlášť díky jeho velké představivosti. Byl oficiálním fotografem císaře Napoleona III. a císařské rodiny. Řadí se mezi významné fotografy druhé poloviny 19. století jako například Luigi Sacchi, Calvert Richard Jones, Firmin Eugène Le Dien, George Wilson Bridges, Giorgio Sommer nebo Giuseppe Incorpora.

## Život a dílo
Vyučil se původně jako malíř u Paula Delaroche. Později se však věnoval fotografii. Aktivně se podílel na vývoji papírového negativu a také na výzkumu kolodiového procesu. Tento svůj výzkum však zveřejnil až v roce 1851, což bylo o jeden rok později, než to udělal Frederick Scott Archer.
V roce 1851 byl Le Gray jedním z pěti vybraných fotografů (Henri Le Secq, Auguste Mestral, Édouard Baldus, Hippolyte Bayard a Gustave Le Gray), kteří dostali zakázku nazvanou Mission héliographique. Jejich úkolem bylo vytvoření fotografické dokumentace francouzské architektury vyhlášené vládní organizací Úřad historických památek (Commission des Monuments Historiques). Dne 15. listopadu 1854 byl mezi zakladateli fotografického sdružení Société française de photographie v Paříži ještě spolu s osobnostmi jako Olympe Aguado, Hippolyte Bayard, Alexandre Edmond Becquerel, Eugène Durieu, Edmond Fierlants, Jean-Baptiste Louis Gros, Henri Victor Regnault a další.

## Kontroverze s kolodiovým procesem
Vynález mokrého kolodivého procesu, nejběžnějšího procesu fotografování mezi lety 1855 a 1881, je obvykle přiznáván Fredericku Scottovi Archerovi, který publikoval metodu v roce 1851 a řekl, že ho vynalezl již v roce 1848. Dalším kandidátem byl Gustave Le Gray, který v roce 1850 publikoval jiný, méně praktický kolodiový proces. Ale až do konce svého života Robert Jefferson Bingham hrdě prohlašoval, že byl první, kdo o kolódiovém procesu psal, a to buď ve své knize z roku 1848, nebo ve vydání z ledna 1850, což z něho dělá vynálezce tohoto procesu. Zatímco je obecně uznáván jako jeden z prvních vynálezců, kteří nezávisle navrhli kolodium jako alternativu k papíru, vynález je obvykle připisován Archerovi, protože jako první publikoval prakticky použitelný popis procesu.

## Prodané fotografie (výběr)
1. Velká vlna, Sète, 1857[8], byla prodána za $838.000 v roce 1999.
2. Strom (Buk), 1855, byla prodána za $513.150 v roce 1999.

## Zastoupení ve sbírkách
- Art Institute of Chicago, Chicago, Illinois, USA[9]
- Victoria and Albert Museum v Londýně

## Galerie

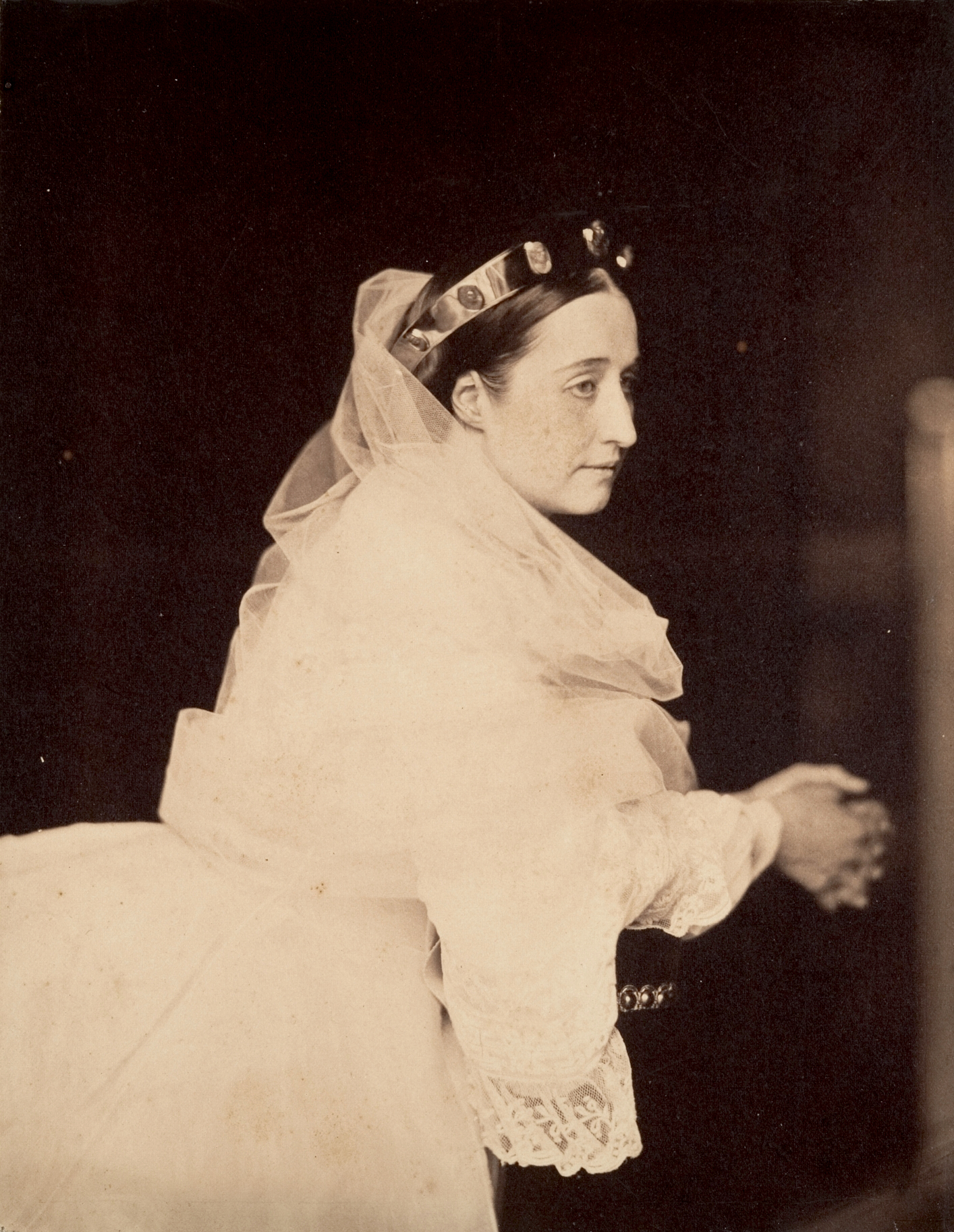
Eugenia de Montijo, francouzská císařovna, manželka Napoleona III.
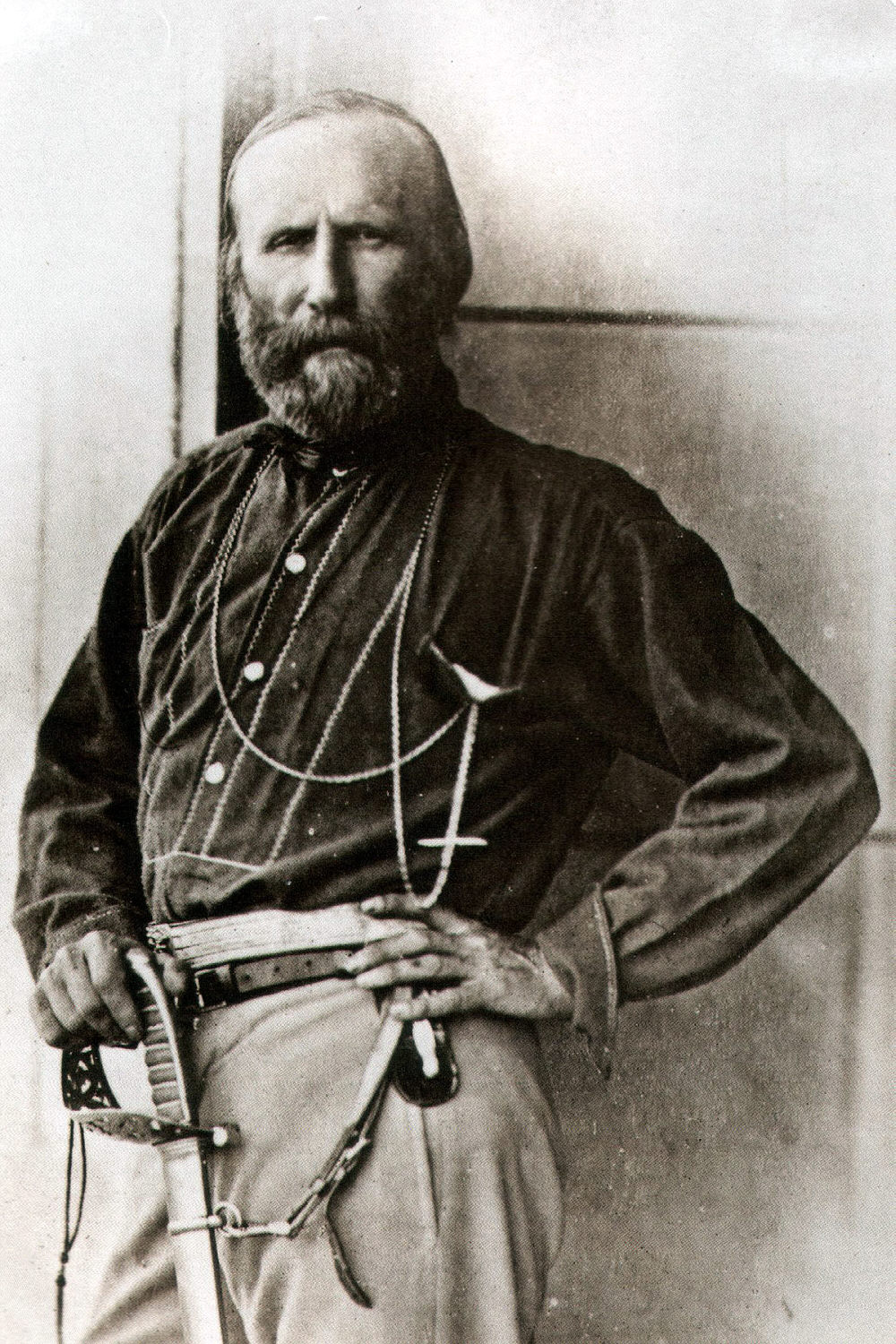
Giuseppe Garibaldi, Palermo, 1860
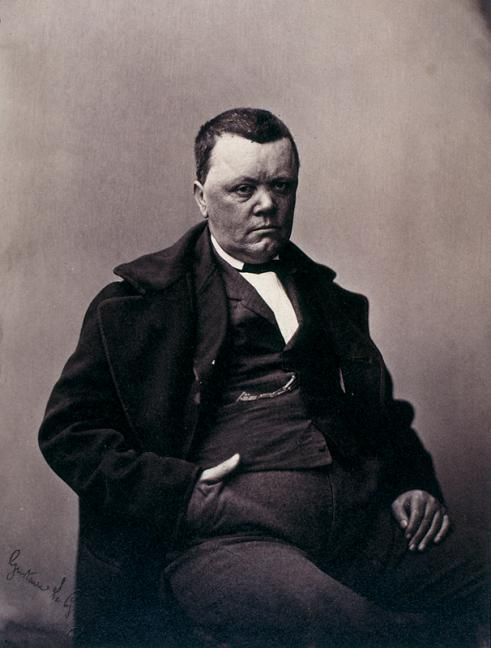
Portrait de Mestral, Auguste Mestral, asi 1856, slaný albuminový papír, 23,3 x 17,5 cm, sbírka Société française de photographie
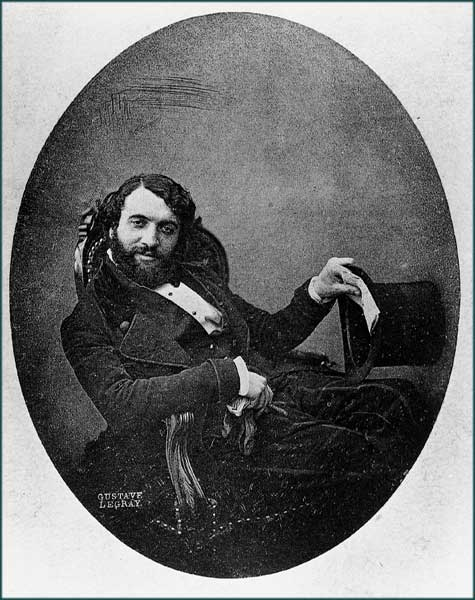
Henri Le Secq, 1848
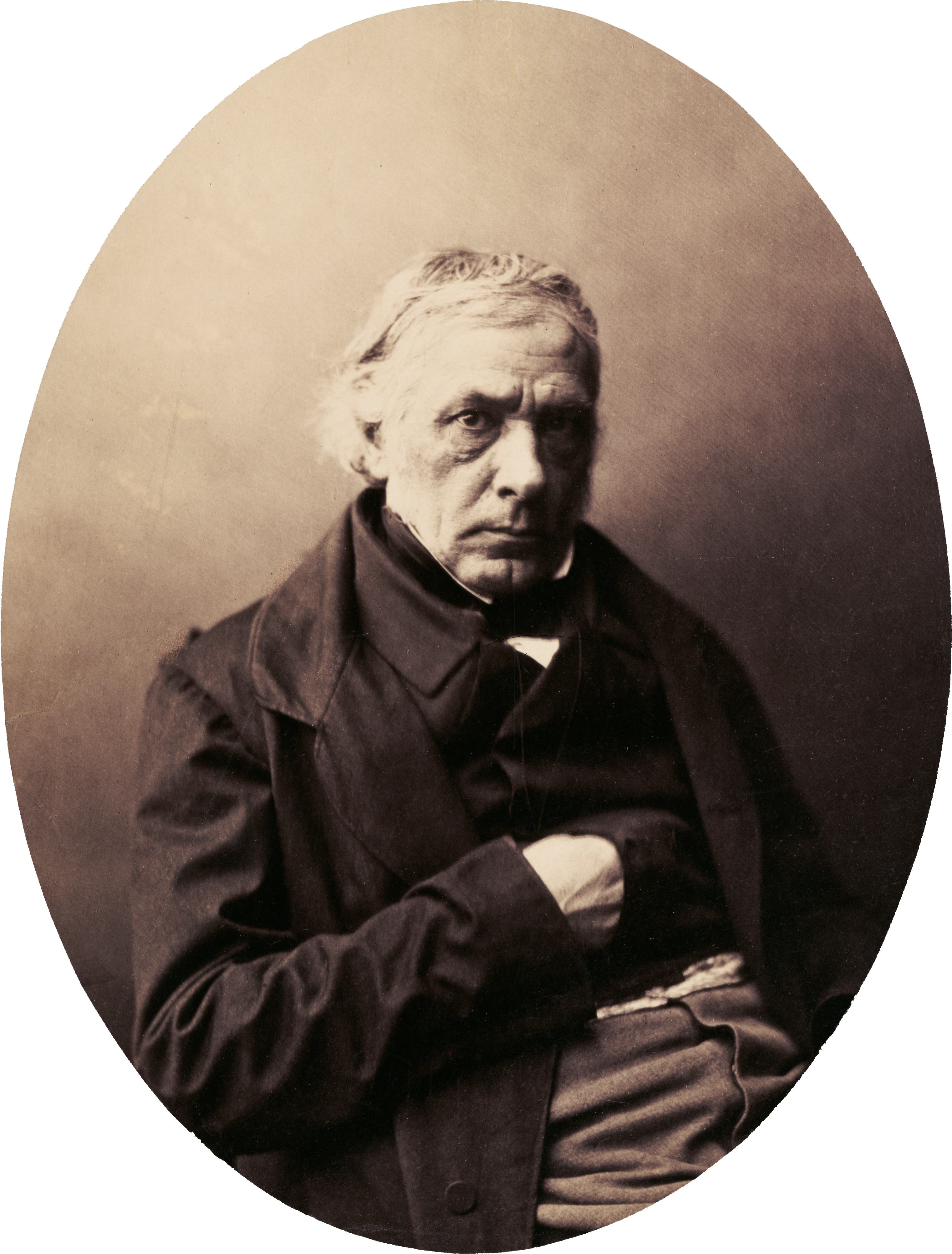
Filosof Victor Cousin, asi 1850
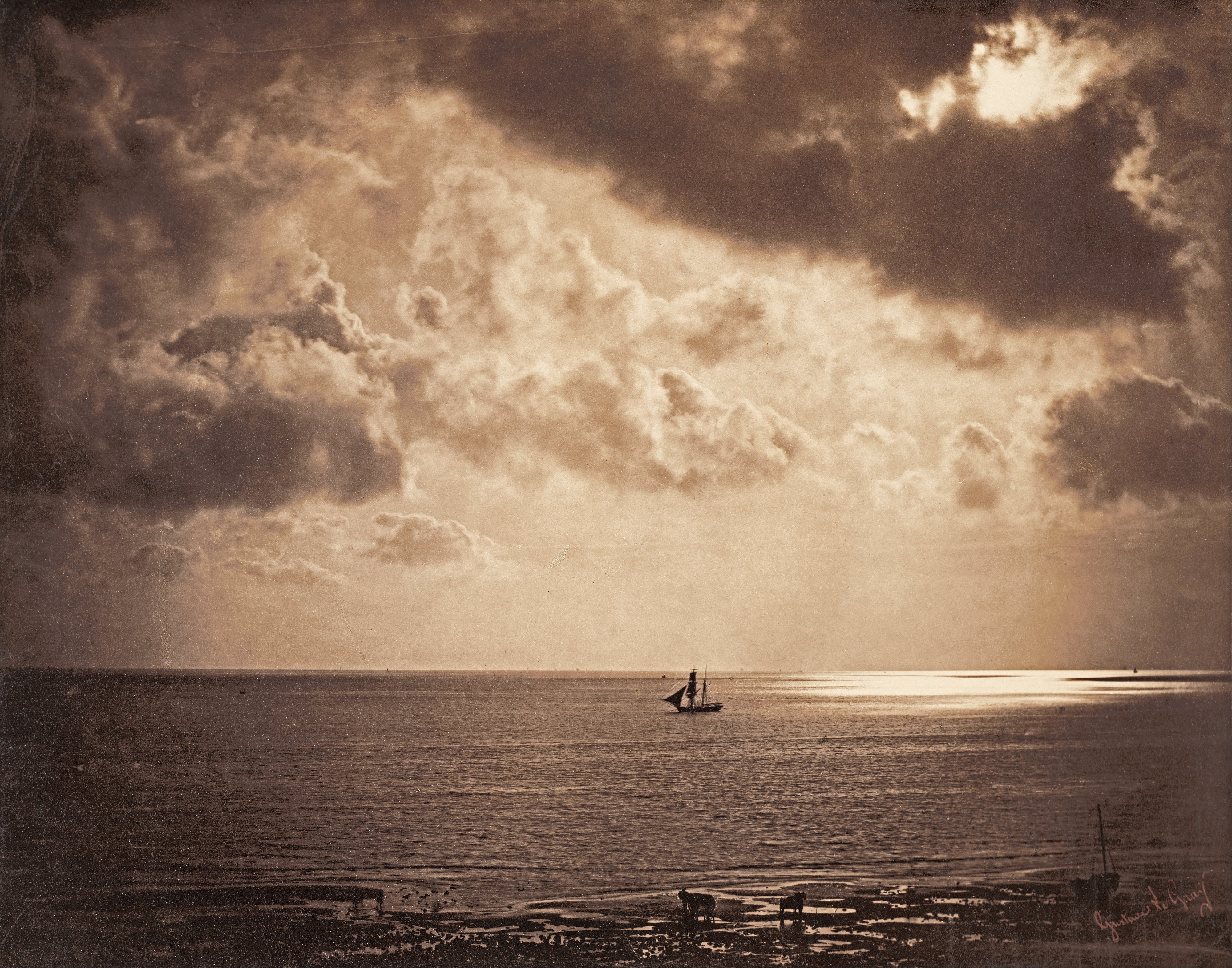
Briga v měsíčním svitu, 1856-1857
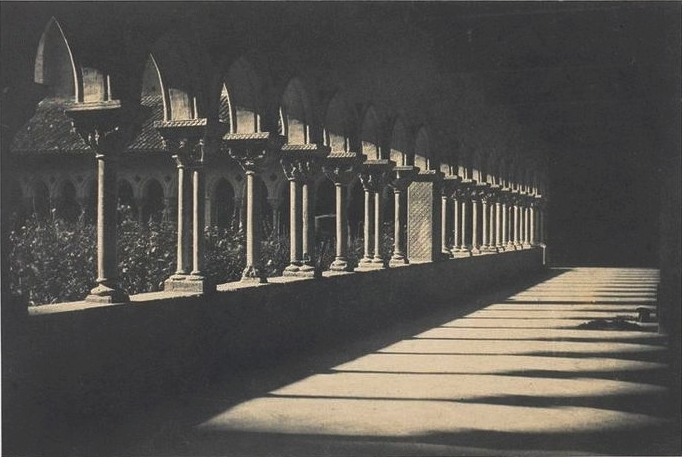
Auguste Mestral, Gustave Le Gray: Klášter Moissac, 1851, 23,2 x 34,5 cm, ze sbírky Musée d'Orsay
Zámek zrcadlící se ve vodní hladině
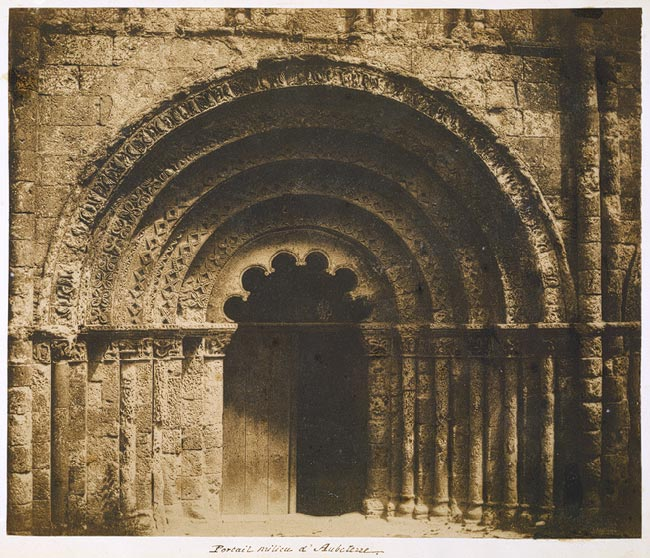
Portál kostela v Aubeterre, 1851
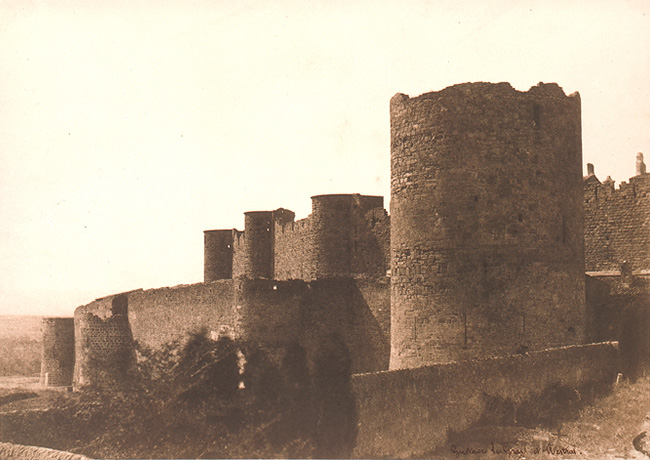
Gustave Le Gray, Auguste Mestral: Mury Carcassonne, 1851, 23,5 x 33,2cm, Metropolitan Museum, New York
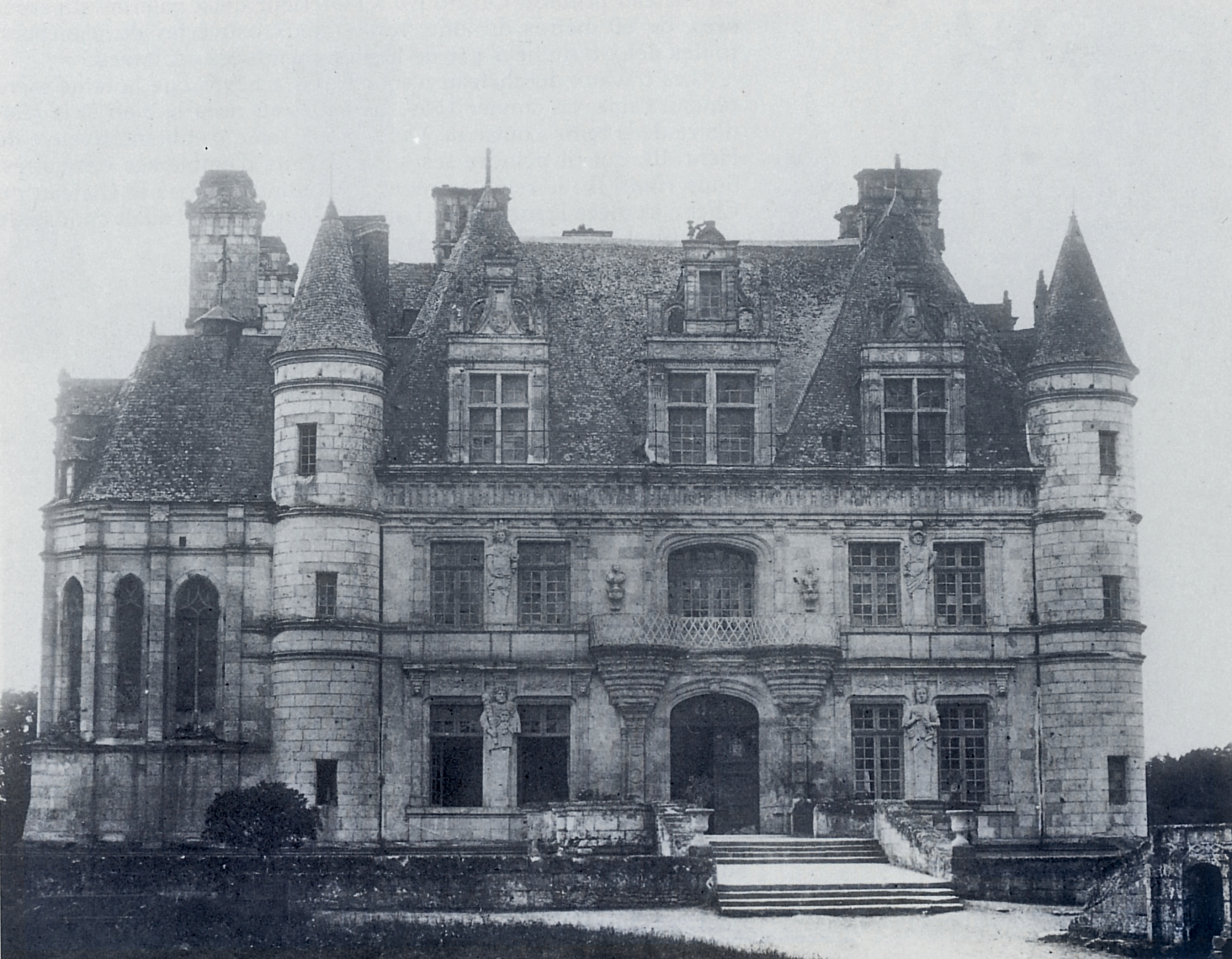
Le Gray, Mestral, Zámek Chenonceau, 1851
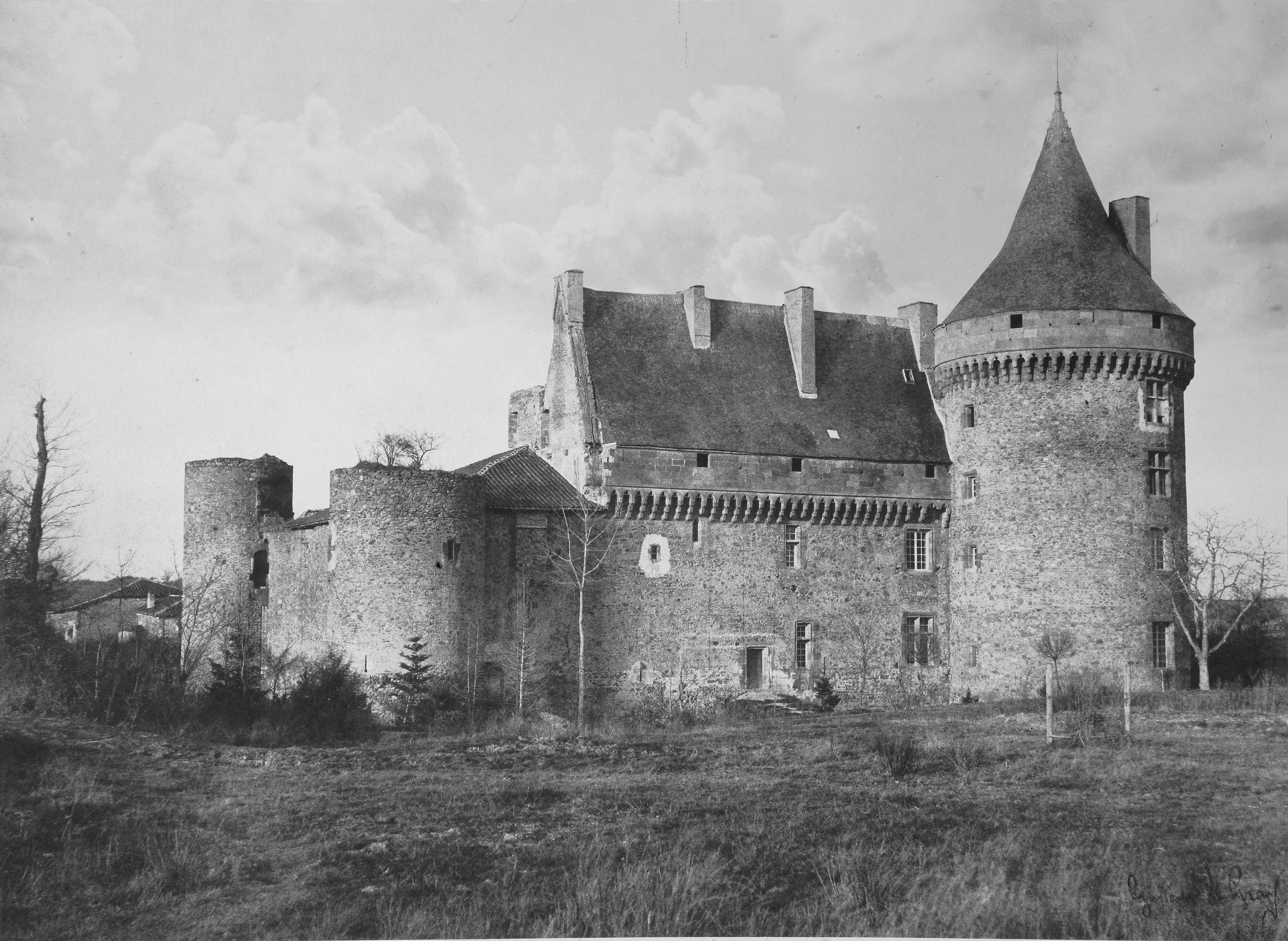
Palais de Jacques Cœur dans le Dauphiné
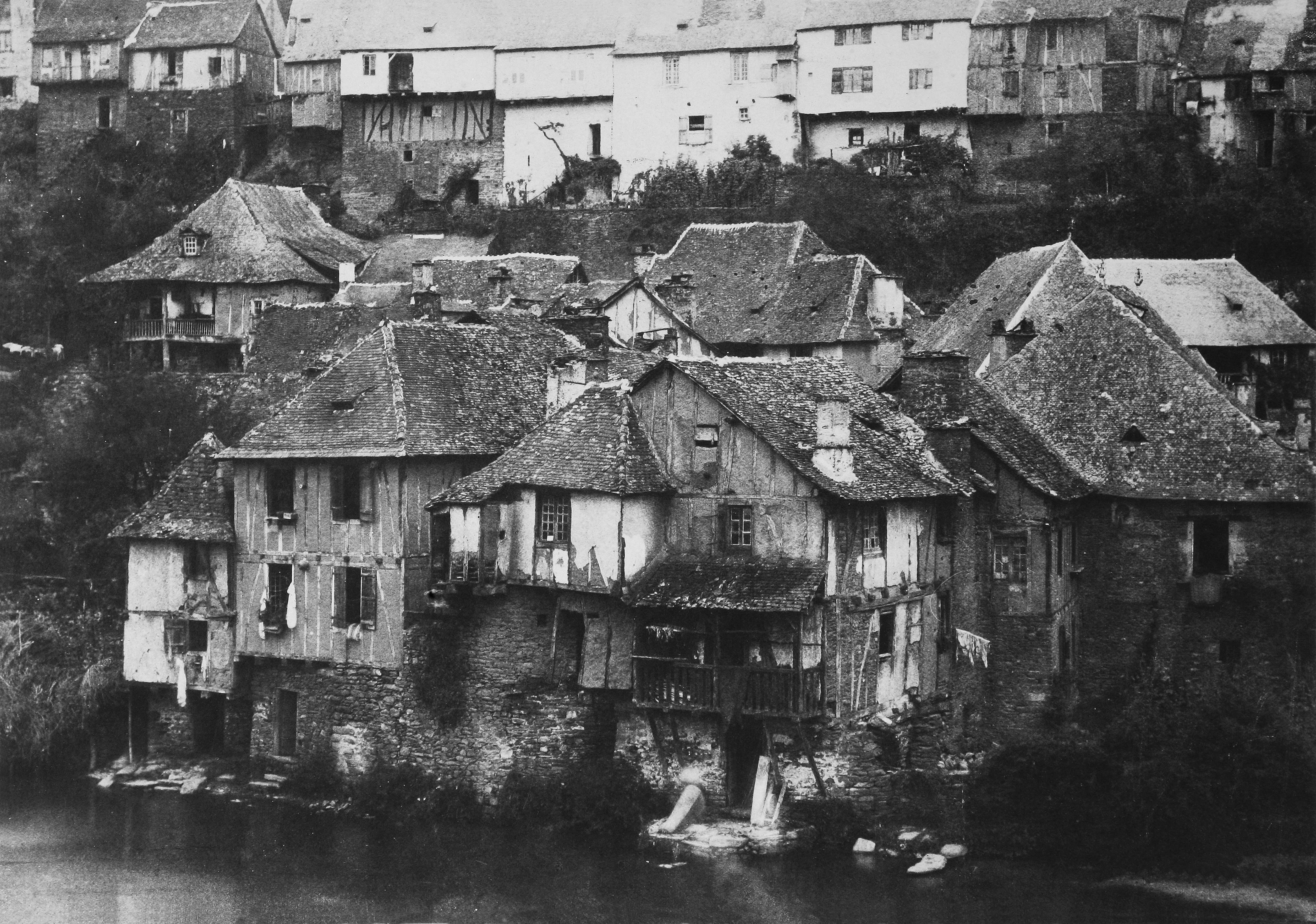
Uzerche
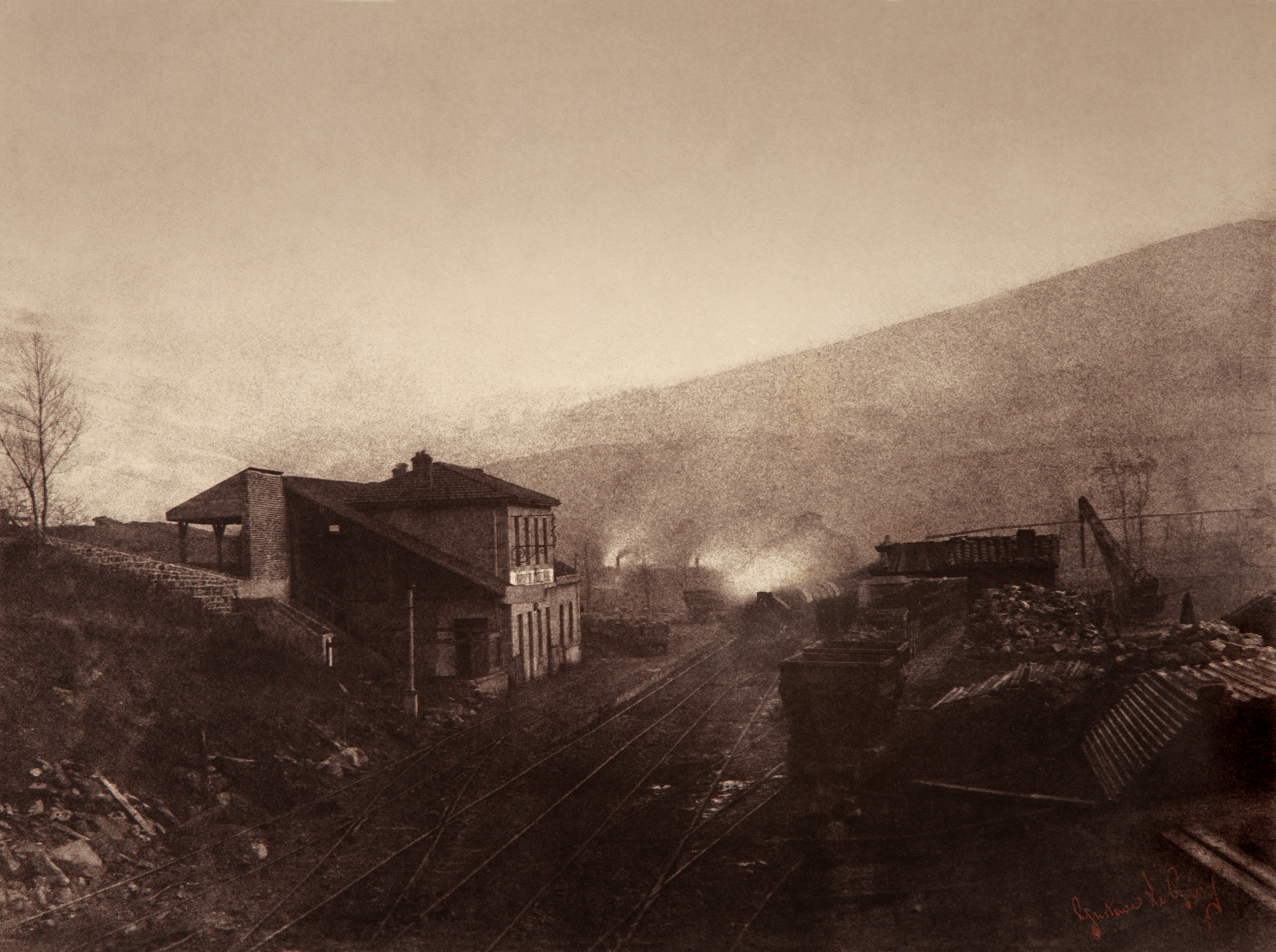
Železniční stanice s vlakem a skladem uhlí
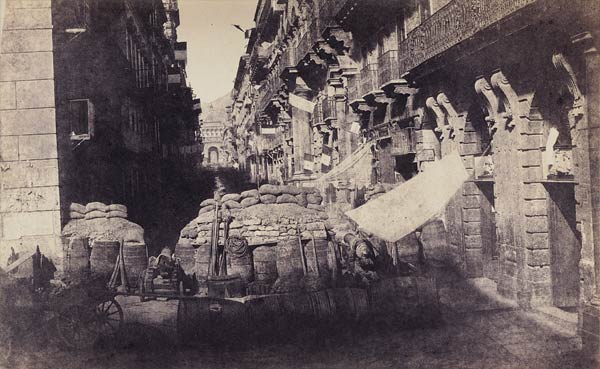
Palermo
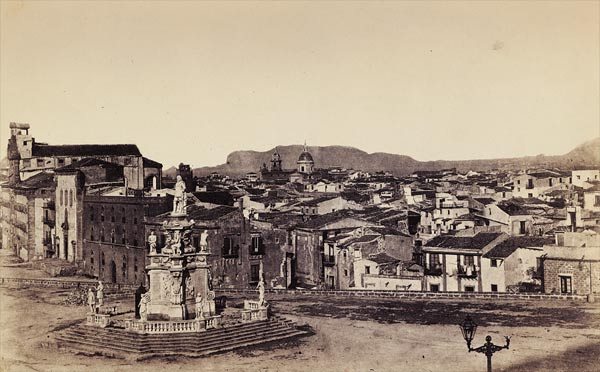
Palermo
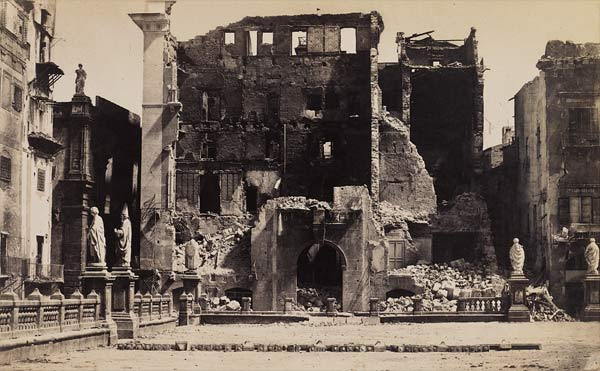
Palermo, ruiny
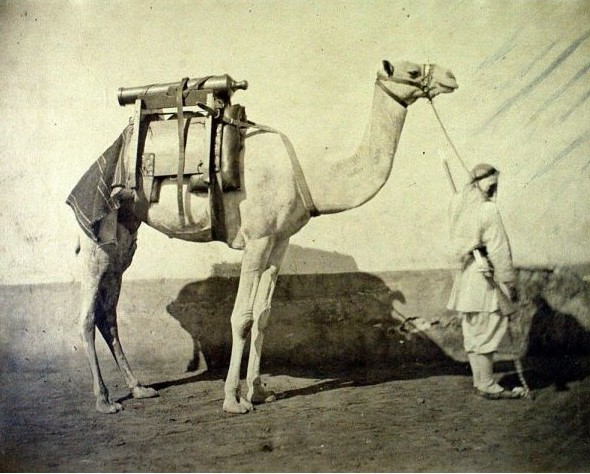
Dromedár dělostřelců, Egypt, albuminový papír 24 x 31 cm, 1866